# Bobby Wales
Bobby Wales (Hurlford, 23 giugno 2005) è un calciatore scozzese, attaccante dello Swansea City.

## Carriera

### Club
È cresciuto nel settore giovanile del Kilmarnock ed ha debuttato in prima squadra il 29 ottobre 2022 nell'incontro di Scottish Premiership perso 1-0 contro il St. Johnstone. Il 29 settembre 2023 è passato in prestito all'Alloa Athletic per la prima metà di stagione, prolungato in seguito fino a giugno.
Rientrato a Kilmarnock per stagione 2024-2025, il 30 novembre ha segnato il suo primo gol in prima divisione nella partita pareggiata 1-1 contro il Dundee.
Nell'estate del 2025 viene ceduto ai gallesi dello Swansea City, militanti nella seconda divisione inglese.

### Nazionale
Ha giocato nelle nazionali giovanili scozzesi Under-17 ed Under-19.

## Statistiche

### Presenze e reti nei club
Statistiche aggiornate al 24 gennaio 2025.
| Stagione        | Squadra         | Campionato      | Campionato | Campionato | Coppe nazionali | Coppe nazionali | Coppe nazionali | Coppe continentali | Coppe continentali | Coppe continentali | Altre coppe | Altre coppe | Altre coppe | Totale | Totale | Totale |
| Stagione        | Squadra         | Comp            | Pres       | Reti       | Comp            | Pres            | Reti            | Comp               | Pres               | Reti               | Comp        | Pres        | Reti        | Pres   | Reti   |        |
| --------------- | --------------- | --------------- | ---------- | ---------- | --------------- | --------------- | --------------- | ------------------ | ------------------ | ------------------ | ----------- | ----------- | ----------- | ------ | ------ | ------ |
| 2022-2023       | Kilmarnock      | SP              | 10         | 0          | CS+CdL          | 0               | 0               | -                  | -                  | -                  | -           | -           | -           | 10     | 0      |        |
| 2023-2024       | Alloa Athletic  | 2D              | 25+2       | 12+0       | CS+CdL          | 0               | 0               | -                  | -                  | -                  | -           | -           | -           | 27     | 12     |        |
| 2024-2025       | Kilmarnock      | SP              | 15         | 1          | CS+CdL          | 1+1             | 1+0             | UEL+UECL           | 0+4                | 0                  | -           | -           | -           | 15     | 1      |        |
| Totale carriera | Totale carriera | Totale carriera | 52         | 13         |                 | 2               | 1               |                    | 4                  | 0                  |             | -           | -           | 58     | 14     |        |